# Siergiej Kurdakow
Siergiej Kurdakow (ros. Сергей Курдакoв) (ur. 1951, zm. 1973) – Rosjanin, oficer marynarki, członek Komsomołu, kierownik grupy prześladującej chrześcijan w ZSRR.
Wychowywał się w domu dziecka, uczeń szkoły oficerskiej marynarki wojennej w Pietropawłowsku Kamczackim. Pod koniec lat 60. XX wieku został kierownikiem bojówki, która z inicjatywy KGB organizowała ataki na grupy chrześcijan. W trakcie tych napadów wierni byli dotkliwie bici, zabierano im przedmioty kultu i literaturę religijną. W wieku dwudziestu lat, nawrócił się na ewangeliczne chrześcijaństwo i uciekł na radzieckim trawlerze do Kanady.
Na początku Siergiej charakteryzował się szczególną niewrażliwością na ból i cierpienie osób, pałał nienawiścią i chęcią mordu do swoich ofiar (tu szczególnie do chrześcijan), lecz później sam on doświadczył przemiany życiowej poprzez szczególne postawy swych ofiar (chrześcijan), którzy pomimo prześladowań (pobić, gwałtów) byli ciągle wytrwali i niezłomni w swojej wierze; szczególnie dotknęła go postawa pewnej młodej nastoletniej dziewczyny, Nataszy Zdanowej, która została dwukrotnie bardzo dotkliwie i bezlitośnie pobita przez niego. Do Sergieja wreszcie dotarło, że jego ofiary są niewinne, że jedyną ich "winą" jest to, że spotykają się na modlitwach w grupie osób. Ich niezłomna wiara spowodowała, że zaczął zadawać sobie pytania, czy jest to prawdą w co oni wierzą, zaczął poszukiwania Boga i sensu życia. Te poszukiwania zaprowadziły go na rosyjski okręt wojenny. Podczas ciemnej, sztormowej nocy na kanadyjskich wodach wyskoczył z pokładu okrętu do kipiącego morza, zdecydowany odnaleźć wiarę Nataszy lub umrzeć. Następnego dnia znaleziono go na skalistej plaży, wyczerpanego i poranionego wskutek swojej ryzykownej ucieczki. Pod pachami miał gumowe koło, które zawierało dowody jego strasznej tajemnicy, która to zaprowadziła go do rzucenia się w dzikie fale oceanu. Zdjęcia i dokumenty z tego koła gumowego zawarte zostały w autobiograficznej książce zatytułowanej "Przebacz mi Nataszo", napisanej w 1972 roku. Siergiej Kurdakow był już w tym czasie głęboko wierzącym chrześcijaninem, ponieważ doświadczył spotkania z Bogiem, zrozumienia Bożej miłości, przebaczenia i wybawienia z mocy Krzyża Chrystusa, całkowitej przemiany myślenia.
Siergiej liczył się z tym, że KGB będzie chciało go zgładzić, ale niezmordowanie dawał świadectwo w kościołach Kanady o tym, co Jezus uczynił w jego życiu.
1 stycznia 1973 roku zginął od strzału pistoletu, choć początkowo pojawiła się plotka o samobójstwie, które wykluczyło późniejsze śledztwo z 1 marca 1973 roku. Jego śmierć nie była przypadkowa, ponieważ wielokrotnie wyznawał, że jest śledzony. Przypuszcza się, że został zamordowany przez pracowników sowieckich służb specjalnych, którzy wcześniej mu grozili, nakazując, by "siedział cicho". Zmarł w wieku 22 lat.
Ostatnie słowa jego książki były takie: Nataszo, głównie z Twojego powodu moje życie się odmieniło, i jestem teraz Twoim bratem w Jezusie Chrystusie. Nowe życie leży przede mną. Bóg przebaczył mi. Mam nadzieję, że też i Ty potrafisz mi wybaczyć. Dziękuję Ci, Nataszo, gdziekolwiek Ty teraz jesteś. Nigdy, nigdy nie zapomnę o Tobie!.
Sergiej Kurdakow znany jest z napisania krótko przed swoją śmiercią autobiograficznej książki "The Persecutor" - "Prześladowca", znanej również jako "Forgive Me, Natasha" - "Przebacz mi Nataszo", która została opublikowana po jego śmierci. W swej książce zamieścił przeprosiny dla skrzywdzonych przez niego osób, szczególnie dla Nataszy. Książka opisuje cierpienie, które przechodzili w tamtejszym czasie chrześcijanie, także młodzi nastolatkowie; uwagę zwraca odmienione myślenie autora.